# ديردري جوجارتي
ديردري جوجارتي (بالإنجليزية: Deirdre Gogarty) مواليد 10 نوفمبر 1969 في جزيرة أيرلندا، هو ملاكم أيرلندي يصنف ضمن فئة وزن الريشة.

## وصلات خارجية
- ديردري جوجارتي على موقع بوكس ريك (الإنجليزية) (registration required)

- Deirdre Gogarty